# Orange Beach (Alabama)
Orange Beach es una ciudad ubicada en el condado de Baldwin en el estado estadounidense de Alabama. En el censo de 2000, su población era de 3784.

## Demografía
En el 2000 la renta per cápita promedia del hogar era de $40,542, y el ingreso promedio para una familia era de $51,222. El ingreso per cápita para la localidad era de $27,082. Los hombres tenían un ingreso per cápita de $34,063 contra $24,787 para las mujeres.

## Geografía
Orange Beach se encuentra ubicada en las coordenadas 30°17′29″N 87°33′43″O / 30.29139, -87.56194 (33.304581, -86.784620)
Según la Oficina del Censo de los EE. UU., la ciudad tiene un área total de 11.39 millas cuadradas (29.50 km²).